# Eliteserien 2015-2016 (pallavolo femminile)
La Eliteserien 2015-2016 si è svolta dal 10 ottobre 2015 al 13 marzo 2016: al torneo hanno partecipato sette squadre di club norvegesi e la vittoria finale è andata per la prima volta al Randaberg Volleyball.

## Regolamento

### Formula
Le squadre hanno disputato un girone all'italiana, con gare di andata e ritorno.

### Criteri di classifica
Se il risultato finale è stato di 3-0 o 3-1 sono stati assegnati 3 punti alla squadra vincente e 0 a quella sconfitta, se il risultato finale è stato di 3-2 sono stati assegnati 2 punti alla squadra vincente e 1 a quella sconfitta.
L'ordine del posizionamento in classifica è stato definito in base a:
- Punti;
- Numero di partite vinte;
- Ratio dei set vinti/persi;
- Ratio dei punti realizzati/subiti.

## Squadre partecipanti
| Club             | Città     | Palazzetto                | Stagione precedente          |
| ---------------- | --------- | ------------------------- | ---------------------------- |
| Nyborg           | Bergen    | Stemmemyren Bergen        | 6ª in Eliteserien            |
| Førde            | Førde     | Førdehuset Førde          | 5ª in Eliteserien            |
| Koll             | Oslo      | Kringsjåhallen Oslo       | 7ª in Eliteserien            |
| Oslo             | Oslo      | Nydalen Oslo              | 2ª in Eliteserien            |
| Randaberg        | Randaberg | Randaberghallen Randaberg | 4ª in Eliteserien            |
| ToppVolley Norge | Suldal    | Suldalshallen Suldal      | 1ª in 1. divisjon (girone 1) |
| Tønsberg         | Tønsberg  | Slagenhallen Tønsberg     | 2ª in 1. divisjon (girone 2) |

## Torneo

### Risultati
| Partite |                    |     |                                   |
|         |                    |     |                                   |
| 10-10   | Bergen-Koll        | 3-2 | 19-25, 19-25, 25-19, 25-17, 15-13 |
| 10-10   | Randaberg-Oslo     | 3-0 | 25-23, 25-11, 25-17               |
| 11-10   | Suldal-Oslo        | 1-3 | 13-25, 17-25, 25-20, 14-25        |
| 11-10   | Førde-Koll         | 2-3 | 27-25, 16-25, 28-26, 13-25, 10-15 |
| 23-10   | Tønsberg-Suldal    | 0-3 | 16-25, 25-27, 13-25               |
| 24-10   | Koll-Suldal        | 2-3 | 26-24, 18-25, 25-22, 20-25, 8-15  |
| 24-10   | Randaberg-Bergen   | 3-1 | 25-23, 23-25, 25-14, 25-19        |
| 25-10   | Oslo-Suldal        | 3-1 | 25-23, 20-25, 25-12, 25-20        |
| 31-10   | Bergen-Førde       | 3-0 | 26-24, 25-14, 25-23               |
| 31-10   | Koll-Randaberg     | 1-3 | 11-25, 25-22, 6-25, 19-25         |
| 01-11   | Tønsberg-Førde     | 3-1 | 27-25, 25-20, 20-25, 25-16        |
| 01-11   | Oslo-Randaberg     | 2-3 | 25-16, 26-24, 15-25, 16-25, 15-17 |
| 04-11   | Tønsberg-Koll      | 3-2 | 23-25, 16-25, 25-15, 25-14, 15-9  |
| 08-11   | Randaberg-Suldal   | 3-0 | 25-22, 25-20, 25-22               |
| 14-11   | Bergen-Oslo        | 3-1 | 25-21, 25-23, 8-25, 25-21         |
| 14-11   | Suldal-Tønsberg    | 3-0 | 25-16, 25-23, 28-26               |
| 15-11   | Førde-Oslo         | 0-3 | 9-25, 23-25, 11-25                |
| 15-11   | Randaberg-Tønsberg | 3-0 | 25-9, 25-19, 25-15                |
| 05-12   | Oslo-Tønsberg      | 3-1 | 25-19, 16-25, 25-18, 25-20        |
| 05-12   | Randaberg-Førde    | 3-0 | 25-23, 25-11, 25-14               |
| 06-12   | Suldal-Førde       | 3-0 | 25-12, 25-17, 25-20               |

| Partite |                    |     |                                   |
|         |                    |     |                                   |
| 06-12   | Tønsberg-Bergen    | 3-1 | 20-25, 25-19, 25-20, 25-12        |
| 08-01   | Koll-Oslo          | 0-3 | 21-25, 17-25, 22-25               |
| 09-01   | Førde-Tønsberg     | 0-3 | 15-25, 25-27, 23-25               |
| 10-10   | Bergen-Tønsberg    | 3-0 | 25-16, 25-22, 25-21               |
| 24-01   | Førde-Bergen       | 3-1 | 25-17, 25-20, 20-25, 25-21        |
| 06-02   | Tønsberg-Randaberg | 0-3 | 16-25, 23-25, 11-25               |
| 06-02   | Oslo-Førde         | 3-0 | 25-16, 25-14, 25-12               |
| 07-02   | Suldal-Bergen      | 3-2 | 25-27, 14-25, 27-25, 25-23, 15-13 |
| 07-02   | Koll-Førde         | 1-3 | 20-25, 17-25, 25-20, 24-26        |
| 13-02   | Suldal-Koll        | 3-0 | 25-19, 25-19, 25-11               |
| 14-02   | Tønsberg-Oslo      | 0-3 | 14-25, 10-25, 15-25               |
| 14-02   | Randaberg-Koll     | 3-2 | 25-10, 25-17, 24-26, 23-25, 15-8  |
| 21-02   | Oslo-Koll          | 3-1 | 25-15, 19-25, 25-16, 25-19        |
| 27-02   | Førde-Randaberg    | 1-3 | 23-25, 25-16, 20-25, 21-25        |
| 27-02   | Bergen-Suldal      | 2-3 | 19-25, 25-11, 25-22, 26-28, 12-15 |
| 28-02   | Førde-Suldal       | 3-1 | 25-16, 29-27, 19-25, 25-19        |
| 28-02   | Koll-Tønsberg      | 3-1 | 23-25, 25-21, 25-18, 25-15        |
| 28-02   | Bergen-Randaberg   | 3-0 | 25-19, 25-20, 27-25               |
| 12-03   | Koll-Bergen        | 3-2 | 19-25, 25-20, 23-25, 25-20, 15-13 |
| 13-03   | Suldal-Randaberg   | 2-3 | 19-25, 17-25, 25-22, 25-14, 14-16 |
| 13-03   | Oslo-Bergen        | 3-1 | 25-16, 25-27, 25-22, 25-13        |

### Classifica
| Pos. | Squadra          | Pt | G  | V  | P | SV | SP | Ratio | PF    | PS    | Ratio |
| ---- | ---------------- | -- | -- | -- | - | -- | -- | ----- | ----- | ----- | ----- |
| 1.   | Randaberg        | 30 | 12 | 11 | 1 | 33 | 12 | 2.750 | 1 046 | 847   | 1.234 |
| 2.   | Oslo             | 28 | 12 | 9  | 3 | 30 | 14 | 2.142 | 1 013 | 833   | 1.216 |
| 3.   | ToppVolley Norge | 19 | 12 | 7  | 5 | 26 | 21 | 1.238 | 1 023 | 999   | 1.024 |
| 4.   | Nyborg           | 17 | 12 | 5  | 7 | 25 | 24 | 1.041 | 1 055 | 1 075 | 0.981 |
| 5.   | Tønsberg         | 11 | 12 | 4  | 8 | 14 | 28 | 0.500 | 844   | 957   | 0.881 |
| 6.   | Koll             | 11 | 12 | 3  | 9 | 20 | 32 | 0.625 | 1 022 | 1 143 | 0.894 |
| 7.   | Førde            | 10 | 12 | 3  | 9 | 13 | 30 | 0.433 | 864   | 1 013 | 0.852 |

## Classifica finale
| Pos                 | Squadra          | Qualificazione        |
| ------------------- | ---------------- | --------------------- |
| Norvegia (bandiera) | Randaberg        | Challenge Cup 2016-17 |
| 2                   | Oslo             |                       |
| 3                   | ToppVolley Norge |                       |
| 4                   | Nyborg           |                       |
| 5                   | Tønsberg         |                       |
| 6                   | Koll             |                       |
| 7                   | Førde            |                       |

## Statistiche
| Rendimento individuale | Rendimento individuale | Rendimento individuale | Rendimento individuale |
| Pos.                   | Nome                   | Punti                  | Squadra                |
| ---------------------- | ---------------------- | ---------------------- | ---------------------- |
| 1                      | Maria Poole            | 201                    | ToppVolley Norge       |
| 2                      | Kamilla Dale           | 181                    | Nyborg                 |
| 3                      | Susann Bech            | 153                    | Oslo                   |
| 4                      | Kjersti Norveel        | 151                    | Tønsberg               |
| 5                      | Mathilde Bratlie       | 150                    | Koll                   |
| 6                      | Mari Løvberg           | 149                    | Koll                   |
| 7                      | Jana Jaudzema          | 145                    | Randaberg              |
| 8                      | Sunniva Hansen         | 141                    | ToppVolley Norge       |
| 9                      | Julie Tvinde           | 119                    | Førde                  |
| 10                     | Maja Sande             | 118                    | Tønsberg               |

| Attacchi vincenti | Attacchi vincenti  | Attacchi vincenti | Attacchi vincenti |
| Pos.              | Nome               | Punti             | Squadra           |
| ----------------- | ------------------ | ----------------- | ----------------- |
| 1                 | Maria Poole        | 159               | ToppVolley Norge  |
| 2                 | Kamilla Dale       | 148               | Nyborg            |
| 3                 | Susann Bech        | 129               | Oslo              |
| 4                 | Mari Løvberg       | 128               | Koll              |
| 5                 | Mathilde Bratlie   | 115               | Koll              |
| 6                 | Sunniva Hansen     | 109               | ToppVolley Norge  |
| 7                 | Jana Jaudzema      | 108               | Randaberg         |
| 8                 | Maja Sande         | 103               | Tønsberg          |
| 9                 | Kjersti Norveel    | 93                | Tønsberg          |
| 10                | Henriette Andersen | 92                | Randaberg         |

| Muri vincenti | Muri vincenti      | Muri vincenti | Muri vincenti    |
| Pos.          | Nome               | Punti         | Squadra          |
| ------------- | ------------------ | ------------- | ---------------- |
| 1             | Kjersti Norveel    | 37            | Tønsberg         |
| 2             | Maria Poole        | 23            | ToppVolley Norge |
| 2             | Lisa Walle         | 23            | Nyborg           |
| 4             | Martine Kragholm   | 21            | ToppVolley Norge |
| 4             | Solveig Morken     | 21            | Nyborg           |
| 4             | Una Trkulja        | 21            | Randaberg        |
| 7             | Emilie Jakobsen    | 18            | Nyborg           |
| 7             | Ragnhild Torgersen | 18            | Randaberg        |
| 9             | Karoline Nore      | 17            | Førde            |
| 9             | Oda Ulveseth       | 17            | Oslo             |

| Battute vincenti | Battute vincenti | Battute vincenti | Battute vincenti |
| Pos.             | Nome             | Punti            | Squadra          |
| ---------------- | ---------------- | ---------------- | ---------------- |
| 1                | Mathilde Bratlie | 33               | Koll             |
| 2                | Karoline Fauske  | 27               | Førde            |
| 3                | Silje Bech       | 26               | Oslo             |
| 4                | Lisbeth Woie     | 25               | Randaberg        |
| 5                | Sunniva Hansen   | 24               | ToppVolley Norge |
| 5                | Jana Jaudzema    | 24               | Randaberg        |
| 7                | Julie Tvinde     | 24               | Førde            |
| 8                | Susann Bech      | 22               | Oslo             |
| 8                | Kari Ingebretsen | 22               | Koll             |
| 10               | Kjersti Norveel  | 21               | Tønsberg         |